# Gare du Bras de Fer - Évry - Génopole
Gare du Bras de Fer - Évry - Génopole vasútállomás és RER állomás Franciaországban, Évry településen.

## Vasútvonalak
Az állomást az alábbi vasútvonalak érintik:
- Grigny-Corbeil-Essonnes-vasútvonal

## Kapcsolódó állomások
A vasútállomáshoz az alábbi állomások vannak a legközelebb:
- Gare d’Évry - Courcouronnes (Gare de Creil, D RER-vonal)
- Gare de Corbeil-Essonnes (Gare de Melun, D RER-vonal)

## Lásd még
- Franciaország vasútállomásainak listája
- A RER állomásainak listája